# クィントゥス・カエキリウス・メテッルス・ピウス

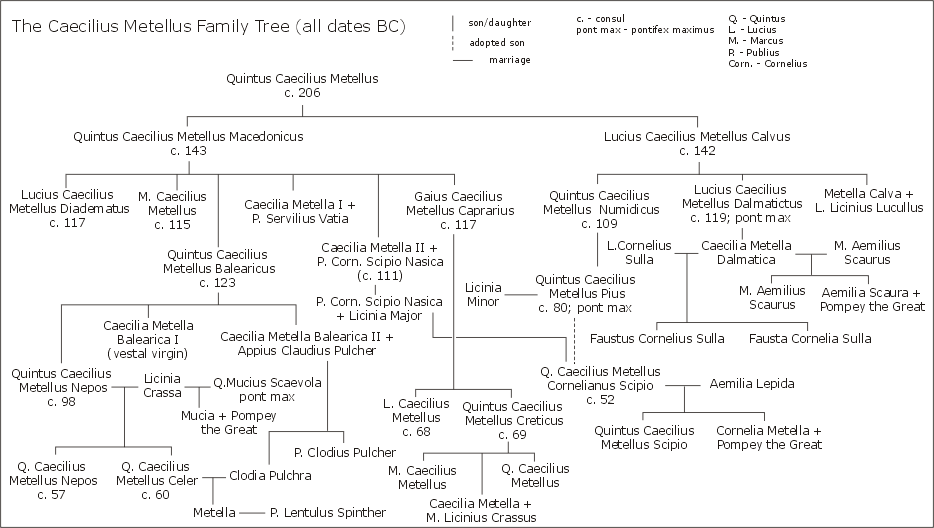
カエキリウス・メテッルス家系図

クィントゥス・カエキリウス・メテッルス・ピウス（ラテン語: Quintus Caecilius Metellus Pius、紀元前130年頃 - 紀元前63年）は、共和政ローマの軍人、政治家。最も有力なプレブスのひとつ、カエキリウス・メテッルス家出身。紀元前80年に執政官を務め、最高神祇官にも就任した。

## 生涯
紀元前109年にヌミディア王ユグルタとローマとのユグルタ戦争が始まると、執政官になった父に従ってユグルタと戦った。しかし、父と配下の武将ガイウス・マリウスが対立、翌紀元前108年にローマに戻ったマリウスは執政官に当選してユグルタ戦争の司令官としてヌミディアへ遠征、反対に父は戦争の泥沼化の責任を取らされ更迭された。戦後、ローマで閥族派と民衆派の対立が起こると、閥族派の一員だった父は民衆派のリーダーとなったマリウスと衝突、紀元前102年にローマから追放された。ピウスは父のローマ帰還を周囲の人々に訴え、紀元前99年に努力の甲斐あって父はローマに戻れた。尊称のピウスはこの時の行動から名付けられた。
紀元前89年に法務官に就任し同盟市戦争で一軍を率いたが、紀元前87年にスッラとの政争に敗れたマリウスのローマ占拠でアフリカへ亡命、後からやってきたマルクス・リキニウス・クラッススとも仲違いしてアフリカからも離れ、マリウス死後の紀元前83年に第一次ミトリダテス戦争から戻ったスッラに合流、翌紀元前82年のスッラのローマ帰還に尽力した。スッラ政権下では紀元前81年に最高神祇官となり、翌紀元前80年でスッラと共に執政官に当選した。
スッラが亡くなると民衆派の残党征伐にヒスパニアへ向かい、民衆派のクィントゥス・セルトリウスがヒスパニアで起こしていた反乱軍の鎮圧にグナエウス・ポンペイウスと共にあたり、紀元前72年にセルトリウスが部下に殺害されたため、翌紀元前71年にローマへ帰還、紀元前63年に死去。死後、最高神祇官の職はガイウス・ユリウス・カエサルが手に入れた。

## 家族
クィントゥス・カエキリウス・メテッルス・ヌミディクスの子。養子にクィントゥス・カエキリウス・メテッルス・ピウス・スキピオ・ナシカ。ルキウス・コルネリウス・スッラの妻カエキリアと政治家・美食家として有名なルキウス・リキニウス・ルクッルスは従兄弟に当たる。
ルキウス・リキニウス・クラッススの娘リキニアと結婚していたが、子供が生まれなかったため、スキピオ家からスキピオ・ナシカを養子に迎えた。スキピオの父プブリウスとピウスは又従兄弟であり、母リキニアがクラッススの娘だったため、スキピオはピウスの甥でもある。
- 大おじ：クィントゥス・カエキリウス・メテッルス・マケドニクス
  - いとこおば：プブリウス・コルネリウス・スキピオ・ナシカ・セラピオ (紀元前111年の執政官)の妻。養子の祖母
- 祖父：ルキウス・カエキリウス・メテッルス・カルウス、紀元前142年のコンスル
  - 父：クィントゥス・カエキリウス・メテッルス・ヌミディクス
    - クィントゥス・カエキリウス・メテッルス・ピウス
      - 養子：クィントゥス・カエキリウス・メテッルス・ピウス・スキピオ・ナシカ

  - おじ：ルキウス・カエキリウス・メテッルス・ダルマティクス
    - 従姉妹：カエキリア・メテッラ・ダルマティカ
    - 従姉妹の婿：ルキウス・コルネリウス・スッラ

  - おば：カエキリア・メテッラ・カルウァ
    - 従兄弟：ルキウス・リキニウス・ルクッルス、スッラ派で美食家としても有名